# Детонатор

Детона́тор або підривни́к — це пристрій, що використовують для підриву вибухівки.
Бувають детонатори багатьох типів — шнур, механічний, з годинниковим механізмом, електричний та радіо. Це лише основні типи детонаторів. Взагалі детонатор можна виготовити з будь-чого. Окремо слід розглянути запали від гранат, підривачі снарядів та капсулі.
Запали гранат бувають переважно трьох типів — тертковий, сповільненої дії та дії від удару. Тертковий аналогічний за способом дії хлопавкам чи сірникам. Різні речовини труться між собою і починається процес горіння. Принцип дії запалу сповільненої дії полягає в механічному надколюванні звичайного капсуля (як і в патронах), що підпалює заряд пороху, який, згоряючи, підпалює головну вибухову речовину. Такі запали використовують, наприклад, у гранатах РГ-42, Ф-1, Китайська № 1, раритетних РГ-41 та багатьох інших.
Також у наш час дуже часто використовують запали, що детонують при дотику до цілі. Такі запали, наприклад, використовують у гранатах РГО та РГН.
Завдяки механізму дальнього зведення запал такого типу спрацьовує вже під час руху гранати до цілі (через 1,2–1,8 секунди після кидку). Це робить його безпечнішим за інші.
Окремо слід розглянути електродетонатори. Принцип їхньої дії — іскра або спіраль розжарювання. У місці розжарення спіралі зазвичай розташовують капсуль-детонатор та проміжний заряд ВР. Живиться електродетонатор від підривної машинки чи джерела постійного струму, наприклад, 9-вольтової батарейки типу «крона», для військових детонаторів. Електродетонатори широко використовують у радіокерованих пристроях — це компіляція радіоприймача та електродетонатора. Наприклад, іракські партизани використовували як радіоприймач автосигналізацію. Електродетонатори умовно можна поділити на промислові та військові, промислові більші за габаритами.
Діюча речовина або суміш усіх детонаторів — ініціююча ВР.